# Metriocnemus fasciventris
Metriocnemus fasciventris är en tvåvingeart som beskrevs av Edwards 1931. Metriocnemus fasciventris ingår i släktet Metriocnemus och familjen fjädermyggor. Inga underarter finns listade i Catalogue of Life.